# Acrostroma annellosynnema
Acrostroma annellosynnema är en svampart som beskrevs av Seifert 1987. Acrostroma annellosynnema ingår i släktet Acrostroma och familjen Batistiaceae.   Inga underarter finns listade i Catalogue of Life.